# Pa-li-Tchi

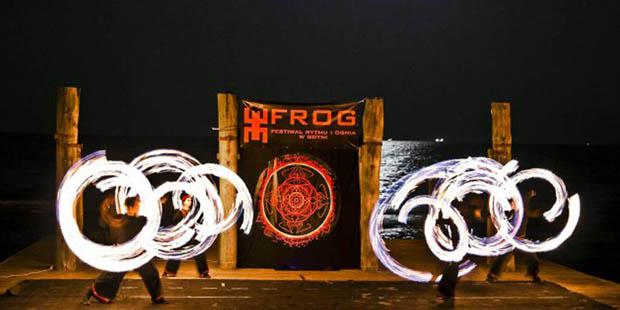
Pa-li-Tchi Fireshow, FROG festival, Polsko 2009

Pa-li-Tchi jsou nejdéle fungující česká umělecká skupina zabývající se vystoupeními s ohněm. Od roku 2002 rozvíjí svou show a za tu dobu uskutečnili více než 550 úspěšných vystoupení v České republice i zahraničí.

## Vystoupení
Fireshow neboli tanec s ohněm vnímají jako jedinečné umění, které v sobě spojuje tanec, severoindické umění ohně Banethi, akrobacii, různé techniky ovládání ohnivých "nástrojů" mající mnohdy kořeny v bojových uměních a dynamickou krásu ohnivých kruhů v kontrastu světla a tmy. V prostoru naplněném hudbou se tak setkává moderní choreografické pojetí a ladnost tance se silou a dynamikou tradičních umění jako je Banethi, Maori poi a Kung-fu. Díky hudbě, která je komponována přímo pro jednotlivá čísla a choreografie, je vystoupení fireshow v jejich podání propojeným energickým celkem.